# Marion Hänsel
Marion Hänsel, nascuda com a Marion Ackermann (Marsella, Bouches-du-Rhône, França, 12 de febrer de 1949 - Bèlgica, 8 de juny de 2020) va ser una actriu, guionista, productora i directora de cinema belga.

## Biografia
Nascuda el 1949 a Marsella, va créixer a Anvers i es va dedicar primer al teatre formant-se com a actriu a Nova York i a París. El 1977, establerta a Brussel·les, va començar la seva carrera com a actriu aconseguint alguns petits papers, com en el film d'Agnès Varda L'une chante l'autre pas, (1977). A la vegada començava a dirigir curtmetratges.
El 1982, va fer el seu primer llargmetratge, Le Lit, basat en una novel·la de Dominique Rolin, que li va valer el Premi Cavens atorgat per la crítica a la millor producció d'un cineasta belga. Des de llavors, s'ha convertit en especialista en adaptació literària amb Dust de John Maxwell Coetzee, pel·lícula que va guanyar a Venècia el Lleó de Plata, que cap director belga havia fet abans. Altres pel·lícules han estat Les Noces barbares adaptada de la novel·la que li havia valgut el Premi Goncourt a Yann Queffelec el 1985, Il Maestro amb Charles Aznavour basada en una obra de Mario Soldati, Between the Devil and the Deep Blue Sea de Nikos Kavadias, i The Quarry de Damon Galgut, cada vegada imposant un estil visual singular que tendeix a ser refinat. Una dona i productora molt activa al món del cinema belga, Marion Hänsel va ser escollida "Dona de l'Any" a Bèlgica el 1987. Va exercir en diferents períodes el càrrec de presidenta de la Junta de Selecció de la Comunitat Francesa de Cinema. I l'any 1998 va obtenir el Zenith d'Or del Festival de Mont-real.
La cineasta va morir al 2020 a causa d'un càncer.

## Filmografia
- Fonts: 
  - Pàgina de Hänsel a Filmaffinity.

| Any  | Títol                                   | Acreditat com... | Acreditat com... | Acreditat com... | Acreditat com... | Annotacions                 |
| Any  | Títol                                   | Directora        | Guionista        | Actriu           | Productora       | Annotacions                 |
| ---- | --------------------------------------- | ---------------- | ---------------- | ---------------- | ---------------- | --------------------------- |
| 1970 | Palaver                                 | No               | No               | Sí               | No               |                             |
| 1974 | Salut en de kost                        | No               | No               | Sí               | No               |                             |
| 1976 | Berthe                                  | No               | No               | Sí               | No               |                             |
| 1977 | Les anneaux de Bicêtre                  | No               | No               | Sí               | No               | Telefilm.                   |
| 1977 | L'une chante l'autre pas                | No               | No               | Sí               | No               |                             |
| 1977 | Equilibres                              | Sí               | Sí               | No               | No               | Curtmetratge                |
| 1978 | La filière                              | No               | No               | Sí               | No               | Minisèrie de TV, 1 episodi. |
| 1978 | Le temps d'une République               | No               | No               | Sí               | No               | Sèrie de TV, 1 episodi.     |
| 1979 | Histoires de voyous                     | No               | No               | Sí               | No               | Sèrie de TV, 1 episodi.     |
| 1979 | Gongola                                 | Sí               | No               | No               | No               | Curtmetratge.               |
| 1979 | Hydraulip II                            | Sí               | No               | No               | No               | Curtmetratge.               |
| 1979 | Rakti                                   | Sí               | No               | No               | No               | Curtmetratge.               |
| 1979 | Sannu Bature                            | Sí               | No               | No               | No               | Curtmetratge.               |
| 1980 | Fantômas                                | No               | No               | Sí               | No               | Minisèrie de TV, 1 episodi. |
| 1980 | Les héritiers                           | No               | No               | Sí               | No               | Sèrie de TV, 1 episodi.     |
| 1982 | Le lit                                  | Sí               | Sí               | Sí               | No               |                             |
| 1982 | L'adieu aux as                          | No               | No               | Sí               | No               | Minisèrie de TV, 1 episodi. |
| 1982 | Les enquêtes du commissaire Maigret     | No               | No               | Sí               | No               | Sèrie de TV, 1 episodi.     |
| 1985 | Mauvaises réponses                      | No               | No               | Sí               | Sí               | Curtmetratge.               |
| 1985 | Pols                                    | Sí               | Sí               | No               | Sí               |                             |
| 1987 | Les Noces barbares                      | Sí               | Sí               | No               | Sí               |                             |
| 1987 | Crazy Love                              | No               | No               | No               | Sí               |                             |
| 1989 | Blueberry Hill                          | No               | No               | No               | Sí               |                             |
| 1989 | Baptême                                 | No               | No               | No               | Sí               |                             |
| 1990 | Il maestro                              | Sí               | Sí               | No               | No               |                             |
| 1990 | Hostel Party                            | No               | No               | No               | Sí               | Curtmetratge.               |
| 1990 | Demain est un autre jour                | No               | No               | No               | Sí               | Curtmetratge.               |
| 1992 | Sur la Terre comme au ciel              | Sí               | Sí               | No               | Sí               |                             |
| 1995 | Between the Devil and the Deep Blue Sea | Sí               | Sí               | No               | Sí               |                             |
| 1998 | The Quarry                              | Sí               | Sí               | No               | Sí               |                             |
| 2000 | Presque rien                            | No               | No               | No               | Sí               |                             |
| 2001 | Nuages: Lettres à mon fils              | Sí               | Sí               | No               | Sí               |                             |
| 2001 | Ničija zemlja                           | No               | No               | No               | Sí               |                             |
| 2002 | Science Fiction                         | No               | No               | Sí               | Sí               |                             |
| 2004 | 25 degrés en hiver                      | No               | No               | No               | Sí               |                             |
| 2004 | La femme de Gilles                      | No               | Sí               | No               | No               |                             |
| 2005 | L'enfer                                 | No               | No               | No               | Sí               |                             |
| 2006 | Si le vent soulève les sables           | Sí               | Sí               | No               | Sí               |                             |
| 2009 | Los caminos de la memoria               | No               | No               | No               | Sí               | Documental.                 |
| 2010 | Noir océan                              | Sí               | Sí               | No               | Sí               |                             |
| 2010 | Cirkus Columbia                         | No               | No               | No               | Sí               |                             |
| 2013 | La Tendresse                            | Sí               | Sí               | No               | Sí               |                             |
| 2013 | The Captain and His Pirate              | No               | No               | No               | Sí               |                             |
| 2013 | Diego Star                              | No               | No               | No               | Sí               |                             |
| 2013 | Out of Frame                            | No               | No               | No               | Sí               | Curtmetratge.               |
| 2014 | Atlantic.                               | No               | No               | No               | Sí               |                             |
| 2014 | Trouw met mij                           | No               | No               | No               | Sí               |                             |
| 2014 | Elephant's Dream                        | No               | No               | No               | Sí               |                             |
| 2015 | The Hidden Part                         | No               | No               | No               | Sí               | Curtmetratge.               |
| 2016 | En amont du fleuve                      | Sí               | Sí               | No               | Sí               |                             |
| 2017 | Dem Dem!                                | No               | No               | No               | Sí               | Curtmetratge.               |
| 2017 | Chaplin à Bali                          | No               | No               | No               | Sí               | Documental.                 |
| 2017 | Zagros                                  | No               | No               | No               | Sí               |                             |
| 2019 | Il était un petit navire                | Sí               | Sí               | Sí               | Sí               | Documental autobiogràfic.   |
| 2019 | Mother                                  | No               | No               | No               | Sí               |                             |
| 2020 | Matisse voyageur, en quête de lumière   | No               | No               | No               | Sí               | Telefilm.                   |
| 2020 | Kitoboy                                 | No               | No               | No               | Sí               |                             |

## Premis
- Fonts:  **Pàgina de Hänsel a IMDb. / Pàgina de Hänsel a Filmaffinity.

| Any  | Pel·lícula                              | Premi                                             | Categoria                               | Resultat   |
| ---- | --------------------------------------- | ------------------------------------------------- | --------------------------------------- | ---------- |
| 1984 | Le lit                                  | Premis César                                      | César a la millor pel·lícula francòfona | Nominada   |
| 1985 | Pols                                    | Festival Internacional de Cinema de Venècia       | Millor primera pel·lícula               | Guanyadora |
| 1985 | Pols                                    | Festival Internacional de Cinema de Venècia       | Lleó d'Or                               | Nominada   |
| 1986 | Pols                                    | Premis César                                      | César a la millor pel·lícula francòfona | Nominada   |
| 1995 | Between the Devil and the Deep Blue Sea | Festival de Canes                                 | Palma d'Or                              | Nominada   |
| 1998 | The Quarry                              | Festival Internacional de Cinema de Montreal      | Premi a la millor pel·lícula            | Guanyadora |
| 2006 | Si le vent soulève les sables           | Festival Internacional de Cinema de Sant Sebastià | Conquilla d'Or a la millor pel·lícula   | Nominada   |